# Antares
Antares (попередня назва Taurus II) — це ракета-носій (РН), розроблена американською компанією Northrop Grumman Innovation System (колишня Orbital Sciences Corporation) за активної участі КБ «Південне», Південмаш та інших підрядників. Належить до ракет середнього класу. Вона є двоступеневою і призначена для запуску корисних вантажів масою до 8000 кг (15000 фунтів) на низьку навколоземну орбіту, а саме — на МКС. Це відбувається в межах програми співробітництва Commercial Resupply Services з NASA за допомогою космічного корабля Cygnus.
НАСА надала компанії «Orbital» право участі в програмі Commercial Orbital Transportation Services (COTS) — програмі, що допомогла створити космічний корабель Cygnus (Лебідь).
Спочатку носій мав назву «Taurus II», однак, 12 грудня 2011 року назва була змінена на «Антарес». Зміну назви пояснили тим, що РН такого масштабу і значущості заслуговує свого власного імені, так само як Pegasus, Taurus, та Minotaur, які були розроблені раніше.

## Історія проєкту
Програма COTS отримала від NASA $171 млн; Orbital Sciences планує інвестувати в проєкт ще $150 млн, крім того, з них $130 млн на носій і $20 млн для космічних апаратів.
10 червня 2008 року було оголошено, що Середньоатлантичний регіональний космопорт, на острові Воллопс у Вірджинії (США), буде основним космодромом для ракети. Запуск буде здійснюватись з майданчика 0A, який є зруйнованим стартовим майданчиком для ракети носія Conestoga та який перебудований для обслуговування ракети-носія "Антарес". Запуски з острова Воллопс дозволять доставляти вантажі на МКС та орбіту настільки ж ефективно, як і з мису Канаверал, штат Флорида, бувши менш людними. Заплановано, що ракета-носій "Антарес" здійснить перший політ з габаритно-ваговим макетом корабля Cygnus.
10 грудня 2009 року відбувся ATK тест запалювання двигуна Castor 30 для його застосування, як маршового двигуна другого ступеня ракети-носія "Антарес".
22 лютого 2013 року були успішно проведені вогневі випробування першого ступеня ракети-носія Під час вогневих випробувань двигун першого ступеня працював 29 секунд. Після вогневих випробувань першого ступеня триватиме підготовка до першого запуску ракети-носія «Антарес» з габаритно-масовим макетом транспортного корабля «Cygnus».
17 квітня 2013 року запланований пуск ракети-носія "Антарес" був скасований за 12 хвилин перед стартом через технічну несправність: самовільне від'єднання кабелю зв'язку від другого ступеня ракети-носія.
20 квітня 2013 року запланований пуск було скасовано через несприятливі погодні умови: швидкість вітру перевищила безпечний дозволений рівень. Перший запуск відбувся 21 квітня 2013 року о 21:00 GMT відповідно до скорегованого плану і виявився успішним. Після цього відбулось три успішних запуски «Антарес»: демонстраційний політ до МКС 18 вересня 2013 р. і два польоти до МКС з вантажем (9 січня і 13 липня 2014 р.).
28 жовтня 2014 року, ракета-носій "Антарес" з транспортним космічним кораблем «Cygnus» і близько двох тонн вантажу для МКС мала стартувати з Середньоатлантичного космопорту на острові Уоллопс у штаті Вірджинія, США, але ракета вибухнула приблизно на 10 секунді після старту під час роботи двигунів першого ступеня.
15 лютого 2020 року, о 22:21 за київським часом, з Центру космічних польотів на острові Воллопс у Вірджинії (США), було здійснено успішний запуск ракети-носія «Антарес» з транспортним космічним кораблем «Cygnus», яка на замовлення NASA доставить до МКС близько чотирьох тонн вантажу, в тому числі мобільну лабораторію SpaceLab для вирощування тканин і клітин та космічну теплицю, в якій будуть вирощувати редьку.
20 лютого 2021 року, о 19:36 за київським часом, з Центру космічних польотів на острові Воллопс у Вірджинії (США), було здійснено перший у 2021 році успішний запуск ракети-носія "Антарес". Ракета вивела на орбіту автоматичний вантажний транспортний корабель «Cygnus», на борту якого міститься приблизно 3700 кг корисного вантажу NASA для МКС.
19 лютого 2022 року, о 19:40 за київським часом, з Центру космічних польотів на острові Воллопс, штат Вірджинія (США), відбувся успішний пуск ракети-носія середнього класу «Антарес». Ракета вивела на орбіту автоматичний вантажний транспортний корабель «Cygnus», на борту якого 3729 кг корисного вантажу NASA для МКС.
2 серпня 2023 року, о 03:31 за київським часом, з Центру космічних польотів на острові Воллопс відбувся ще один успішний пуск ракети-носія середнього класу Antares з вантажем для МКС. Оголошено що це був останній, сімнадцятий, запуск ракети серії 230, надалі заплановано створити оновлену версію ракети 330. Зазначається, що розробкою основної конструкції першого ступеня ракети-носія і частини наземного обладнання займалось Конструкторське бюро "Південне", а виготовленням - Південний машинобудівний завод. Вони кооперували з київським підприємством "Київприлад", харківським "Хартрон-Аркос", запорізьким "Хартрон-Юком", чернігівськими "Чезара Телеметрія" та "Рапід" на замовлення американської корпорації Northrop Grumman.

## Компонування
На ракетах серії 110 і 120 перший ступінь використовував гас RP-1 і рідкий кисень як компоненти палива для живлення 2-х доопрацьованих двигунів НК-33 (продаються компанією Аероджет, як двигун AJ-26-62). Оскільки Orbital мала мало досвіду з великими рідинними ступенями та кріогенними компонентами, для роботи по першому ступеню Antares був укладений контракт з ДП КБ «Південне», розробником ракет космічного призначення серії «Зеніт». Ділянка робіт «Південного» включає основний етап робіт з паливними баками та пов'язаним з ними обладнанням. Основним завданням КБ «Південне» є розробка та контроль виготовлення на заводі Південмаш місткостей для палива, баків високого тиску, клапанів, давачів, системи подачі пального та живлення, труб, дротів та іншого пов'язаного з ними обладнання. Як і «Зеніт», Antares має 3,9 метра в діаметрі.
Для серії ракет 230 через загрозу корозії й обмеженого постачання двигунів Aerojet AJ26-62, після втрати ракети у жовтні 2014 року Orbital заявила, що змінить старі двигуни на першому ступені на потужніших РД-181. На листопад 2017 року уже здійснено дві успішних місії постачання до МКС Cygnus CRS OA-5 і Cygnus CRS OA-8Е.
Другий ступінь оснащено твердопаливним двигуном Castor-30, який розробила компанія ATK (як похідну від твердопаливної ступені Castor 120). Збільшений другий ступінь буде оснащено двигуном Castor-30XL, який в наш час[коли?] розробляється компанією АТК на замовлення Orbital для підняття важких корисних навантажень.
Третій ступінь повинен бути розроблений в Orbital, як похідний від попередніх проєктів. Передбачається, що на ньому буде двигунна установка, що працює на самозаймистих компонентах палива. Обладнання буде похідним від бортового двигуна системи OSC Star 2 bus; інші елементи будуть використовувати системи від місії космічного апарата DART, в якій Orbital була генеральним підрядником. Також є варіант третього ступеня на основі твердопаливного двигуна Star-48V, що використовувався на інших американських РН.

### Версії РН
Перші два рейси (версія Antares 110) буде використовувати двигун Castor 30А, наступні два рейси (версія Antares 120) буде використовувати форсований Castor 30B. На другому ступені в наступних польотах може використовуватись Antares-130 з версією двигуна Castor-30XL на верхньому ступені.
Робота над ракетою Antares спрямована на досягнення 98 % або більше надійності запуску. Вона буде розроблена, виготовлена і запущена з використанням подібних підходів до керування, інженерних стандартів і виробництва й випробування процесів, використовуваних в інших засобах запусків.

## Історія запусків

### 2013
| Номер запуску | Дата | Серія РН    | Навантаження                        | Результат |
| ------------- | --- | ----------- | ----------------------------------- | --------- |
| 1             | 21 квітня 2013 | Antares 110 | Макет з масою Cygnus(Antares A-ONE) | Успіх     |
| 1             | Випробувальний політ з використанням другого ступеня Castor 30A, без третього ступеня і повногабарітним макетом Cygnus в якості навантаження. |             |                                     |           |
| 2             | 18 вересня 2013 | Antares 110 |                                     | Успіх     |
| 2             | Демонстраційний політ. Перша місія на Антарес із справжньою капсулою Cygnus, і перша місія до МКС.                                            |             |                                     |           |

### 2014
| Номер запуску | Дата | Серія РН    | Навантаження                        | Результат |
| ------------- | --- | ----------- | ----------------------------------- | --------- |
| 3             | 9 січня 2014 | Antares 120 | Макет з масою Cygnus(Antares A-ONE) | Успіх     |
| 3             | Перша місія служби комерційного поповнення для Cygnus і перший запуск Antares за допомогою верхньої ступені Castor 30B |             |                                     |           |
| 4             | 13 липня 2014 | Antares 120 |                                     | Успіх     |
| 4             | Перевозка товарів для МКС, включаючи дослідницьке обладнання, провізію для екіпажу, обладнання тощо. |             |                                     |           |
| 5             | 13 липня 2014 | Antares 130 |                                     | Невдача   |
| 5             | Несправність турбонасоса на 6 секунді. Ракета впала на майданчик і вибухнула. Перший запуск Antares з використанням верхньої ступені Castor 30XL. На додаток до поставок МКС, корисне навантаження включало супутник Planetary Resources Arkyd-3 і місію NASA JPL/UT Austin CubeSat під назвою RACE. |             |                                     |           |

## Конкуренти
| Порівняння характеристик РН легкого класу                                                                         | Порівняння характеристик РН легкого класу | Порівняння характеристик РН легкого класу | Порівняння характеристик РН легкого класу | Порівняння характеристик РН легкого класу | Порівняння характеристик РН легкого класу | Порівняння характеристик РН легкого класу | Порівняння характеристик РН легкого класу | Порівняння характеристик РН легкого класу | Порівняння характеристик РН легкого класу | Порівняння характеристик РН легкого класу | Порівняння характеристик РН легкого класу |
| Ракета-носій | Країна                                    | Перший політ                              | кількість запусків в рік (всього)         | Широта СК                                 | Старт. маса, т                            | Маса КН, т                                | Маса КН, т                                | Маса КН, т                                | Успішних. пусків, %                       | Вартість пуску, млн $                     |                                           |
| Ракета-носій | Країна                                    | Перший політ                              | кількість запусків в рік (всього)         | Широта СК                                 | Старт. маса, т                            | НОО¹                                      | ГПО                                       | ССО²                                      | Успішних. пусків, %                       | Вартість пуску, млн $                     |                                           |
| --- | ----------------------------------------- | ----------------------------------------- | ----------------------------------------- | ----------------------------------------- | ----------------------------------------- | ----------------------------------------- | ----------------------------------------- | ----------------------------------------- | ----------------------------------------- | ----------------------------------------- | ----------------------------------------- |
| «Дніпро» | Україна                                   | 21.04.1999                                | 1-3 (17)                                  | 46° / 51°                                 | 211                                       | 3,7                                       |                                           | 2,3                                       | 94%                                       | 30,7                                      |                                           |
| «Рокот» | Росія                                     | 20.11.1990                                | 1-2 (18)                                  | 46° / 62°                                 | 107,5                                     | 2,1                                       |                                           | 1,6                                       | 89%                                       | 22,5 (€15)                                |                                           |
| «Вега» | Європейський Союз                         | 13.02.2012                                | 2(2)                                      | 5°                                        | 137                                       | 2,3                                       |                                           | 1,6                                       | 100% (2 пуски)                            | 42                                        |                                           |
| «Циклон-4М» | Україна                                   | ~2020                                     | 0                                         | 45°                                       | 193                                       | 5,685                                     | 1,6                                       | 3,91                                      |                                           | 23³                                       |                                           |
| «Союз-2.1в» | Росія                                     | 28.02 2013                                | 1                                         | 62°                                       | 160                                       | 2,8                                       |                                           | 1,4⁴                                      | 100% (1 пуск)                             |                                           |                                           |
| «Ангара 1.2» | Росія                                     | 2015                                      | 0                                         | 62°                                       | 171                                       | 3.8                                       |                                           |                                           |                                           |                                           |                                           |
| «Антарес» | США                                       | 21.04.2013                                | 1-2 (6)                                   | 38°                                       | 240                                       | 5,6                                       |                                           | 4,4                                       | 83,3% (6 запусків)                        |                                           |                                           |
| ¹ — висота 300 км, нахил відповідає космодрому; ² — висота 300 км, нахил 98°; ³ — оцінка, 2007; ⁴ — висота 835 км |                                           |                                           |                                           |                                           |                                           |                                           |                                           |                                           |                                           |                                           |                                           |